# 忠義服務隊
忠義服務隊是臺灣二二八事件發生時由二二八事件處理委員會臨時治安委員會成立，實際上是由臺灣警備總司令部的義勇總隊（又稱臺灣忠義服務隊總隊、行動總隊）指揮的單位:111，進行反間工作，利用黑道流氓在各地製造混亂、燒殺擄掠、毆打外省人以擴大事端，製造中央派兵藉口

## 背景
早在1945年日本投降時，國民黨中統局、軍統局透過警備總部、憲兵第四團、臺灣省黨部等佈署特務人員。1947年2月底發生二二八事件，3月2日，數百名國立臺灣大學、延平學院、臺灣省立師範學院、法商學院及各高中學生在中山堂舉行學生大會，決定組織學生隊以維持治安及交通。二二八事件爆發後，陳儀一方面繼續與二二八事件處理委員會協商，稱代表行政長官公署接受所有要求，宣布將改組省政府和舉辦縣市長民選；另一方面則以特務製造鎮壓、搜捕民眾的「叛亂」藉口，而警備總司令部也展開軍事整備與人員佈署。

## 組織
二二八事件爆發後，在陳儀承諾下，二二八事件處理委員會在3月3日於臺北市政府警察局召開臨時治安委員會，議決臨時治安委員會組織章程並規定成立忠義服務隊為執行機關，推選許德輝（二二八處委會裡面潛伏的特務，化名高登進，任職於警總調查室、軍統人員）組織學生成忠義服務隊並為隊長兼治安組組長，以維持治安、交通:111；同日陳儀批准警總成立義勇總隊，以臺籍的軍統局臺灣站站長林頂立為總隊長，治安組的忠義服務隊實際上受義勇總隊指揮:111。隊長許德輝本人擔任，副總隊長廖德雄，其中的情治人員則接受林頂立指揮從事破壞工作。毛人鳳弟毛簡（又名毛大可）時任保密局臺北站站長，電文許德輝曰：「時局危殆、岌岌不保，生死存亡關頭，吾人應冒險為危難，以明大義、識大體之信心，以力圖挽回時機。」，促其滲透入台北市民間的維持秩序組織，經奉化名張秉承的軍統局臺灣站站長林頂立同意，擔任二二八處委會組長，並將情報拍往南京。他同時擔任台北市臨時治安委員會的忠義服務隊總隊長作反間，又要求延平學院學生維護治安。
廖德雄口述表示，游胡二人後來知曉許德輝是軍統林頂立找來的流氓。但是3月4日後，許德輝拿到三千萬經費後就避不見面。忠義服務隊從一開始就由副隊長廖德雄指揮。本來忠義服務隊要求裝備各分局的服務隊十支手槍以維持治安，但是當局並沒有如期發放，而警察局遺留的舊式槍支發現都不能使用。後來成員王炳煌提議『搶武器』，所以忠義服務隊試圖包圍圓山海軍訓練所，但遭到海軍以機槍掃射回擊，只好撤離。
忠義服務隊公然打劫，結隊横行，假公濟私，例如御成町月宮酒家女主人被勒索十餘萬元，女招待被綁架，嘉義閣旅社被勒索三十餘萬元。

## 歷史文件紀錄
忠義服務隊總隊長許德輝在呈軍統頭號人物——保密局長毛人鳳的《臺灣二二八事變反間工作報告書》（檔案管有機關：行政院國家發展委員會檔案管理局）中，詳述他於2月28日晚經由軍統台灣站站長林頂立，及陳儀之弟引見陳儀，面准創立忠義服務隊應急制變的經過，乃召集台北二十二處角頭流氓成立二十二分隊，加上特務隊三十名共二百五十人，許氏為總隊長，臺北市警察局第一分局為總隊部，該隊設於二二八處委會治安組之下，而不知情的大學及中等以上學校學生共一千二百名與之共同負起維護治安之責，明白透露當時情治單位利用黑道製造混亂的內幕。
戰後初期擔任民報記者的吳濁流，在其著作《台灣連翹》中亦述及忠義服務隊中的流氓實則在燒殺擄掠，燒毀外省人商店、毆打外省人，一方面造成民眾對二二八處委會的懷疑，一面製造中央派兵鎮壓的藉口。「反間工作報告」的曝光，證實了數十年來，有關陳儀等人曾於背後嚴密操控二二八事件的傳聞。
警備總部於1947年4月初提出《臺灣二二八事變報告書》，這份報告書透露當時的情治單位透過直屬的許姓通訊員（即許德輝），化名高登進，參加政治建設協會為會員，平日偵知該會行動，事件中則由許氏出面掌握，「乃派許德輝同志出面掌握台北廿二角落流氓首領及一部分純良學生，指示方針，參加為反間工作，出為鎮壓暴徒並勸導市民，勿為利用。台中、台南、高雄、花蓮各地亦有如法進行，收效宏大，唯吾人在台工作建立不久，人員稀少，致不能發動全面工作達成任務，殊為遺憾。」。
楊克煌（化名林木順）於1948年在香港出版的「新台灣叢刊」第五輯著作《台灣二月革命》中表示：「（3月9日）上午10時，柯遠芬引導監察委員兼監察院特派臺灣監察使楊亮功到圓山陸軍倉庫前面廣場，指遍倒在廣場上的數百具屍體說：這些就是昨晚進攻這個倉庫，被國軍擊斃的奸匪暴徒。楊亮功無言。後來楊亮功對他的跟隨人透露：倉庫附近並沒有戰鬥過的跡象，死者都是十八、九歲的中學生，又沒有攜帶武器……這數百名十八、九歲的中學生，就是昨晚在市內各派出所維持治安，而機槍步槍齊響以前，被憲警，林頂立的『行動隊』和許德輝的『忠義服務隊』所拘捕、押到圓山倉庫前面廣場，被軍隊擊斃的。」